# Slovenská extraliga ledního hokeje 2015/2016
Tipsport liga 2015/16 je 23. sezónou slovenské hokejové extraligy. Původně měli hrát baráž čtyři týmu ale HK 36 HANT Skalica byla ze soutěže vyloučena kvůli finančním problémům a právě tento tým se považuje za sestupující. Baráž budou hrát pouze tři týmu poslední devátý tým po základní části Tipsport ligy a finalisté z 1. hokejovej ligy SR.

## Systém soutěže
Systém je stejný jako v minulé sezóně 2014/2015. Z minulé sezóny žádný z klubů nesestoupil. V průběhu soutěže se odhlásil tým HK 36 HANT Skalica, čímž se snížil počet kol na 50 a všechny odehrané zápasy byly po ukončení základní části anulované. Po základní části postoupilo prvních osm týmů do play-off.

## Kluby podle krajů
- Bratislavský: HK Orange 20
- Košický: HC Košice
- Banskobystrický: HC ’05 iClinic Banská Bystrica, HKm Zvolen
- Trnavský: HK 36 HANT Skalica, ŠHK 37 Piešťany
- Trenčínský: HK Dukla Trenčín
- Nitranský: HK Nitra
- Žilinský: MsHK DOXXbet Žilina, MHC Martin
- Prešovský: HK Poprad

| Klub                           | Město           | Stadion                          | Kapacita | Web stránka                                                                 |
| ------------------------------ | --------------- | -------------------------------- | -------- | --------------------------------------------------------------------------- |
| HC ’05 iClinic Banská Bystrica | Banská Bystrica | Zimní stadion Banská Bystrica    | 2 841    | hc05.tipsportextraliga.sk Archivováno 13. 8. 2013 na Wayback Machine.       |
| ŠHK 37 Piešťany                | Piešťany        | Zimný štadión Piešťany           | 3 500    | shk37piestany.tipsportextraliga.sk                                          |
| HC Košice                      | Košice          | Steel Aréna                      | 8 378    | hckosice.tipsportextraliga.sk Archivováno 9. 10. 2015 na Wayback Machine.   |
| MHC Martin                     | Martin          | Zimný štadión Martin             | 4 200    | mhcmartin.tipsportextraliga.sk Archivováno 2. 9. 2016 na Wayback Machine.   |
| HK Nitra                       | Nitra           | Nitra aréna                      | 5 300    | hknitra.tipsportextraliga.sk Archivováno 21. 6. 2013 na Wayback Machine.    |
| HK Poprad                      | Poprad          | Zimní stadion města Poprad       | 4 500    | hkpoprad.tipsportextraliga.sk Archivováno 8. 6. 2013 na Wayback Machine.    |
| HK 36 HANT Skalica             | Skalica         | HantAréna                        | 4 095    | hk36.tipsportextraliga.sk                                                   |
| HK Dukla Trenčín               | Trenčín         | Zimní stadion Pavla Demitry      | 6 150    | hkdukla.tipsportextraliga.sk Archivováno 1. 10. 2015 na Wayback Machine.    |
| HKm Zvolen                     | Zvolen          | Zimní stadion Zvolen             | 6 390    | hkmzvolen.tipsportextraliga.sk Archivováno 7. 6. 2013 na Wayback Machine.   |
| MsHK DOXXbet Žilina            | Žilina          | Zimní stadion Žilina             | 6 328    | mshkzilina.tipsportextraliga.sk Archivováno 14. 6. 2017 na Wayback Machine. |
| HK Orange 20                   | Bratislava      | Zimní stadion Vladimíra Dzurilly | 3 500    | hkorange20.tipsportextraliga.sk                                             |

## Tabulka Základní části
| Vysvětlivky                             |
| --------------------------------------- |
| Tým postupující do čtvrtfinále play off |
| Sestupujíci do baráže                   |
| Mimo soutěž                             |

| Poř. | Tým                     | Z  | V  | VP | PP | P  | VG  | OG  | B   |
| ---- | ----------------------- | -- | -- | -- | -- | -- | --- | --- | --- |
| 1.   | HC Košice               | 50 | 28 | 9  | 4  | 9  | 156 | 85  | 106 |
| 2.   | HK Nitra                | 50 | 30 | 3  | 1  | 16 | 160 | 129 | 97  |
| 3.   | HKm Zvolen              | 50 | 24 | 7  | 6  | 13 | 171 | 131 | 89  |
| 4.   | iClinic Banská Bystrica | 50 | 25 | 4  | 5  | 16 | 155 | 115 | 88  |
| 5.   | HK Dukla Trenčín        | 50 | 16 | 7  | 7  | 20 | 114 | 143 | 69  |
| 6.   | HK Poprad               | 50 | 18 | 3  | 11 | 18 | 139 | 149 | 68  |
| 7.   | MsHK DOXXbet Žilina     | 50 | 18 | 4  | 6  | 22 | 117 | 138 | 68  |
| 8.   | MHC Martin              | 50 | 14 | 4  | 5  | 27 | 106 | 126 | 55  |
| 9.   | ŠHK 37 Piešťany         | 50 | 11 | 7  | 5  | 27 | 115 | 156 | 51  |
| N    | HK Orange 20            | 18 | 1  | 1  | 0  | 16 | 22  | 83  | 5   |
| N    | HK 36 HANT Skalica      | 0  | 0  | 0  | 0  | 0  | 0   | 0   | 0   |

- Pozn .: HK 36 HANT Skalica vyloučili ze soutěže (za tři kontumace) a její výsledky anulovali.
- Pozn .: Popradu po skončení základní části odečtou tři body.
- Pozn .: Zvolenu odečteny dodatečně tři body, hráč Žilka nastoupil neoprávněně.

## Hráčské statistiky základní části

### Kanadské bodování
Toto je konečné pořadí hráčů podle dosažených bodů. Za jeden vstřelený gól nebo přihrávku na gól hráč získal jeden bod.
| Poř. | Hráč            | Tým                                      | Z  | G  | A  | B  | TM | +/- |
| ---- | --------------- | ---------------------------------------- | -- | -- | -- | -- | -- | --- |
| 1.   | Kamil Brabenec  | HKm Zvolen                               | 55 | 19 | 39 | 58 | 62 | 16  |
| 2.   | Juraj Majdan    | HC ’05 iClinic Banská Bystrica           | 54 | 22 | 31 | 53 | 28 | 26  |
| 3.   | Lukáš Hvila     | HK Poprad HC ’05 iClinic Banská Bystrica | 49 | 29 | 18 | 47 | 20 | 1   |
| 4.   | Radovan Puliš   | HKm Zvolen                               | 44 | 22 | 24 | 46 | 61 | 10  |
| 5.   | Jan Semorád     | HKm Zvolen                               | 54 | 22 | 23 | 45 | 66 | 17  |
| 6.   | Peter Bartoš    | HC Košice                                | 54 | 19 | 26 | 45 | 26 | 26  |
| 7.   | Pavel Klhufek   | HKm Zvolen                               | 55 | 19 | 25 | 44 | 38 | 13  |
| 8.   | Jakub Ručkay    | ŠHK 37 Piešťany                          | 55 | 15 | 29 | 44 | 32 | 1   |
| 9.   | David Laliberté | HK Nitra                                 | 37 | 19 | 23 | 42 | 18 | 18  |
| 10.  | Tibor Varga     | MHC Martin HC Košice                     | 54 | 17 | 25 | 42 | 18 | 1   |

## Playoff

### Pavouk
|  | Čtvrtfinále | Čtvrtfinále           | Čtvrtfinále                    |          |                                | Semifinále | Semifinále | Semifinále |  |  | Finále | Finále                         | Finále |
|  |             |                       |                                |          |                                |            |            |            |  |  |        |                                |        |
|  | 1           | HC Košice             | 4                              |          |                                |            |            |            |  |  |        |                                |        |
|  | 8           | MHC Mountfield Martin | 0                              |          |                                |            |            |            |  |  |        |                                |        |
|  | 8           | MHC Mountfield Martin | 0                              |          | 1                              | HC Košice  | 2          |            |  |  |        |                                |        |
|  |             |                       |                                |          | 1                              | HC Košice  | 2          |            |  |  |        |                                |        |
|  |             | 4                     | HC ’05 iClinic Banská Bystrica | 4        |                                |            |            |            |  |  |        |                                |        |
|  | 4           | 4                     | HC ’05 iClinic Banská Bystrica | 4        | HC ’05 iClinic Banská Bystrica | 4          |            |            |  |  |        |                                |        |
|  | 4           |                       |                                |          | HC ’05 iClinic Banská Bystrica | 4          |            |            |  |  |        |                                |        |
|  | 5           | HK Dukla Trenčín      | 1                              |          |                                |            |            |            |  |  |        |                                |        |
|  |             |                       |                                |          |                                |            |            |            |  |  | 4      | HC ’05 iClinic Banská Bystrica | 2      |
|  |             |                       | 2                              | HK Nitra | 4                              |            |            |            |  |  |        |                                |        |
|  | 2           | HK Nitra              | 4                              |          |                                |            |            |            |  |  |        |                                |        |
|  | 7           | MsHK DOXXbet Žilina   | 0                              |          |                                |            |            |            |  |  |        |                                |        |
|  | 7           | MsHK DOXXbet Žilina   | 0                              |          | 2                              | HK Nitra   | 4          |            |  |  |        |                                |        |
|  |             |                       |                                |          | 2                              | HK Nitra   | 4          |            |  |  |        |                                |        |
|  |             | 3                     | HKm Zvolen                     | 3        |                                |            |            |            |  |  |        |                                |        |
|  | 3           | 3                     | HKm Zvolen                     | 3        | HKm Zvolen                     | 4          |            |            |  |  |        |                                |        |
|  | 3           |                       |                                |          | HKm Zvolen                     | 4          |            |            |  |  |        |                                |        |
|  | 6           | HK Poprad             | 1                              |          |                                |            |            |            |  |  |        |                                |        |

### Čtvrtfinále
- HC Košice – MHC Martin 4:0 (4:1, 3:2, 3:2pp, 4:1)
- HK Nitra – MsHK DOXXbet Žilina 4:0 (4:3pp, 2:0, 5:3, 3:2sn)
- HKm Zvolen – HK Poprad 4:1 (3:2pp, 1:0pp, 5:6, 6:1, 7:1)
- HC ’05 iClinic Banská Bystrica – HK Dukla Trenčín 4:1 (3:0, 0:1, 2:1sn, 1:0pp, 3:0)

### Semifinále
- HC Košice – HC ’05 iClinic Banská Bystrica 2:4 (1:3, 1:5, 2:1sn, 2:3, 3:2sn, 1:4)
- HK Nitra – HKm Zvolen 4:3 (4:1, 2:3pp, 5:2, 0:1, 2:5, 5:2, 4:0)

### Finále
- HK Nitra – HC ’05 iClinic Banská Bystrica 4:2 (3:1, 3:2, 3:5, 2:4, 6:4, 3:2 sn)

## Baráž o ligu (Play-out)
| Vysvětlivky                        |
| ---------------------------------- |
| Tým postupující do Tipsport ligy   |
| Tým nepostupující do Tipsport ligy |

| Poř. | Tým             | Z | V | VP | PP | P | VG | OG | B  |
| ---- | --------------- | - | - | -- | -- | - | -- | -- | -- |
| 1.   | HC Nové Zámky   | 8 | 4 | 0  | 1  | 3 | 26 | 22 | 13 |
| 2.   | ŠHK 37 Piešťany | 8 | 2 | 3  | 0  | 3 | 23 | 25 | 12 |
| 3.   | HC 46 Bardejov  | 8 | 3 | 0  | 2  | 3 | 17 | 19 | 11 |

Původně měli hrát baráž čtyři týmy, ale HK 36 HANT Skalica byla ze soutěže vyloučena kvůli finančním problémům a právě tento tým se považuje za sestupující. Baráž budou hrát pouze tři týmu poslední devátý tým po základní části Tipsport ligy a finalisté z 1. hokejovej ligy SR. HC Nové Zámky postoupili do Tipsport ligy v baráži se zachránili i ŠHK 37 Piešťany. HC 46 Bardejov do Tipsport ligy nepostupuje.